# سیارک ۱۰۷۲۹
سیارک ۱۰۷۲۹ (به انگلیسی: 10729 Tsvetkova، نامگذاری:1987RU5) ده هزار و هفتصد و بیست و نهمین سیارک کشف شده‌است که در ۴ سپتامبر ۱۹۸۷ کشف شد.
قدر مطلق سیارک برابر ۲۴.۵ است.